# Nur drei Worte
Nur drei Worte (englischer Originaltitel: Simon vs. the Homo Sapiens Agenda) ist ein Roman für junge Erwachsene aus dem Jahr 2015 und das Debütbuch der amerikanischen Autorin Becky Albertalli. Die Coming-of-Age-Geschichte dreht sich um den Protagonisten Simon Spier, einen schwulen Teenager in der High-School, der gezwungen wird, sich zu outen, nachdem ein Erpresser Simons E-Mails an einen anderen Schwulen entdeckt hat. Der Roman spielt in einem Vorort von Atlanta, Georgia.

## Handlung
Simon Spier ist ein ungeouteter, schwuler 16-Jähriger in der High-School. Keiner, einschließlich seiner Familie und Freunde, weiß, dass Simon unter dem Pseudonym Jacques E-Mails mit jemandem namens „Blue“ schreibt. Als die beiden sich jedoch näher kommen, wird Simon erpresst; sein Geheimnis soll öffentlich gemacht werden, wenn er nicht Martin, dem Klassenclown, dabei hilft, bei einem bestimmten Mädchen zu landen. Nun könnte seine sexuelle Orientierung und die Privatsphäre des Jungen, dem er sich anvertraut hat, gefährdet sein. Simon muss einen Weg finden, aus seiner Komfortzone herauszukommen, bevor er herausgedrängt wird und er Blue verliert.

## Auszeichnungen und Nominierungen
- William C. Morris Award: Best Young Adult Debut of the Year
- National Book Award - Longlist
- Pennsylvania Young Reader's Choice Award Nominee for Young Adults
- Lincoln Award Nominierung
- Goodreads Choice Award Nominierung: Debut Goodreads Author
- Goodreads Choice Award Nominierung: Young Adult Fiction
- Deutscher Jugendliteraturpreis 2017, Preis der Jugendjury

## Nachfolger
Am 24. April 2018 erschien eine direkte Fortsetzung, in der es um Leah geht, mit dem Titel Leah on the Offbeat. Das bereits 2017 erschienene The Upside of Unrequited spielt ebenfalls im selben Buchuniversum und dreht sich um Molly Peskin-Suso, die Cousine von Abby Suso.

## Deutsche Ausgabe
- Nur drei Worte. Übersetzt von Ingo Herzke. Carlsen Verlag, Hamburg 2016, ISBN 978-3-551-55609-7 – auch unter dem Titel: Love, Simon, ISBN 978-3-551-31752-0.

## Verfilmung
Love, Simon ist der Titel der Verfilmung des Buches. Es spielt Nick Robinson in der Hauptrolle, zusammen mit Katherine Langford als Leah, Alexandra Shipp und Jorge Lendeborg Jr. als Abby und Nick, Keiynan Lonsdale als Bram und Jennifer Garner und Josh Duhamel als Simons Eltern. Jack Antonoff produzierte den Soundtrack. Der Film kam am 28. Juni 2018 in die deutschen Kinos.